# Королевство полной луны
«Королевство полной луны» (англ. Moonrise Kingdom, дословный перевод — Королевство восходящей луны) — кинофильм американского независимого режиссёра Уэса Андерсона, вышедший на экраны в 2012 году. Сценарий ленты написан самим Андерсоном совместно с Романом Копполой. Главные роли исполняют начинающие актёры Кара Хэйуорд и Джаред Гилман. В ролях второго плана снялись звёзды мирового кино Брюс Уиллис, Билл Мюррей, Эдвард Нортон и Харви Кейтель. Мировая премьера состоялась 16 мая на Каннском кинофестивале 2012 года. В США фильм вышел в ограниченный прокат 25 мая 2012 года.
Лента была благосклонно воспринята большинством мировых кинокритиков и стабильно входила во многие списки основных претендентов на премию «Оскар» 2013 года. На «Золотом глобусе» фильм получил единственную номинацию — за лучшую комедию года, а Американская и Британская киноакадемии отметили картину номинацией за лучший оригинальный сценарий.

## Сюжет
1960-е годы. Пара влюблённых подростков, живущих на острове в Новой Англии, убегают из-под присмотра взрослых. Сэм Шикаски — бойскаут, сирота, от которого отказались приёмные родители, из-за своего непростого характера ставший изгоем среди других бойскаутов, и Сьюзи Бишоп — замкнутая двенадцатилетняя неуравновешенная девочка, живущая мечтами о волшебных мирах, мать которой изменяет мужу с местным шерифом. После обнаружения пропажи скаута расследование начинает вожатый отряда местных бойскаутов и организует поисковый отряд, завязывается драка между бойскаутами и Сэмом, в ходе которой Сью из-за своих вспышек ярости ранит одного из нападавших ножницами. Местные власти во главе с шерифом острова также пытаются отыскать пропавших без вести детей. Как выясняется позже, юные беглецы ищут место, где могут быть счастливы. Но вскоре их находят и запрещают видеться: Сэма собираются отправить в колонию-интернат для сирот, где ему грозит электрошоковая терапия.
Бойскауты, ранее издевавшиеся над Сэмом, меняют своё отношение к нему и его возлюбленной, поэтому устраивают для них побег. В пути Сьюзи и Сэм прибывают в лагерь на соседнем острове и венчаются в лагерной церкви и клянутся быть верными друг другу до самой смерти. Начинается ливень, из-за которого рушится плотина, и население укрывается в церкви на острове. Туда же идут и беглецы вместе с новыми друзьями. В конце фильма принципиальный шериф решает усыновить парнишку, и тот соглашается ради Сьюзи. Любовь детей спасена, и они могут видеться чаще.

## В ролях
| Актёр              | Роль                           |
| ------------------ | ------------------------------ |
| Кара Хэйуорд       | Сьюзи Бишоп                    |
| Джаред Гилман      | Сэм Шикаски                    |
| Брюс Уиллис        | капитан Шарп                   |
| Эдвард Нортон      | вожатый отряда бойскаутов Уорд |
| Билл Мюррей        | Уолт Бишоп                     |
| Фрэнсис Макдорманд | Лора Бишоп                     |
| Боб Балабан        | рассказчик                     |
| Харви Кейтель      | командир Пирс                  |
| Джейсон Шварцман   | кузен Бен                      |
| Лукас Хеджес       | Редфорд                        |
| Тильда Суинтон     | сотрудница социальной службы   |

## Съёмки
Для поиска места съёмок режиссёр фильма из-за кризиса идей использовал Google Earth. Съёмки проходили в штате Род-Айленд, близ залива Наррагансетт с середины апреля по 19 июня 2011 года. Интерьер дома Сьюзи, а также многие постройки в ленте взяты из природной достопримечательности «Тысяча островов».

## Выход в прокат
Премьера фильма состоялась 16 мая 2012 года на открытии 65-го Каннского кинофестиваля. Вскоре он был показан в рамках 24-го Кинофестиваля в Карловых Варах. В США фильм впервые вышел в ограниченном прокате 25 мая 2012 года, собрав 130 752 долларов в четырёх кинотеатрах. 29 июня того же года фильм вышел в широкий прокат в 854 кинотеатрах, собрав в первую неделю 1,3 млн $. В российском прокате лента была выпущена компанией «Парадиз» 21 июня в широком прокате и собрала в первый уикенд 10 205 400 руб. В общей сложности он собрал около 1 млн $ в российском прокате.

## Отзывы и влияние
Фильм получил крайне положительные отзывы критиков. По состоянию на 29 декабря 2012 года рейтинг веб-сайта Rotten Tomatoes показывает, что на основе отзывов 208 критиков фильм получил положительный отклик от 94 % критиков. Средний рейтинг 8,2/10.
Режиссёр признался во влиянии на его работы французского сентиментализма, которым он проникся в ходе просмотра французских фильмов, возможно, во время проживания во Франции.
Лучше всего настроение и атмосферу «Королевство полной луны» передаёт строчка одной из песен неумолкающего в фильме Хэнка Уильямса: «Я отправился на реку посмотреть на проплывающих мимо рыб, но, когда добрался до реки, мне стало так одиноко, что захотелось умереть». Эти слова могли бы стать девизом любого из порывистых и меланхоличных героев Уэса Андерсона. За это на протяжении всех этих лет его продолжают клеймить инфантилом, не замечая того, с какой шутливостью, непосредственностью и мастерством он снимает самые сложные и серьёзные сцены.
Первый план фильма — развлекательные забавные сентиментальные приключения с красивым эстетическим оформлением в стиле французского кино (например, фильма «Амели»), с элементами роуд-муви. Однако наряду со вторым дидактическим планом фильма (назидательными социально-психологическими аспектами противостояния сиротской добродетели одарённых детей порочному обществу инфантильных обывателей), существует и третий, духовно-культурологический план фильма, насыщенного музыкой британского композитора Бенджамина Бриттена. Сюжет мистерии XV века «Ноев потоп» (Noye’s Fludde), лёгшей в основу детской оперы Бриттена, воспроизводимой в эпизоде фильма, рассказывающем не только о знакомстве главных героев, но и о них самих, позволяет понять суть фильма. В опере Ной, утративший погрязшую в грехах семью, чудесно спасающийся с тварями на построенном им самим ковчеге посреди утопающего греховного мира, выпускает на волю Ворона (именно эту роль Ворона исполняет в опере юная главная героиня фильма Сьюзи Бишоп), невозвращение со свободы которого означает наличие суши, опоры в этом потрясённом мире.
Также и в фильме в осиротевшего и лишённого тепла даже приёмных родителей, главного героя фильма Сэма, самостоятельно устроившего побег свой, Сьюзи Бишоп и её кошки, ударяет молния и чудесно не поражает Сэма, а в месте действия происходит потоп. Бриттен, чья музыка наполняет фильм, в своём творчестве неоднократно обращался к творчеству великого английского поэта, художника и визионера Уильяма Блейка, чей образ использован в культовом американском фильме «Мертвец» (режиссёр Джим Джармуш). С главным персонажем фильма «Мертвец» Уильямом Блейком героя фильма Сэма Шакаски связывает ряд чётких ассоциаций, как внешних (начиная от их физиономического сходства, очков, енотовых шапок и других признаков — до сцен плавания на американский Запад на каноэ от преследований), так и внутренних (духовное путешествие художественно одарённой личности и освобождение в гнетущем мире в сопровождении любовных чувств). Мотив детей, как известно, активно использовался в творчестве Уильяма Блейка, особенно в его «Песнях невинности и опыта».

## Награды и номинации

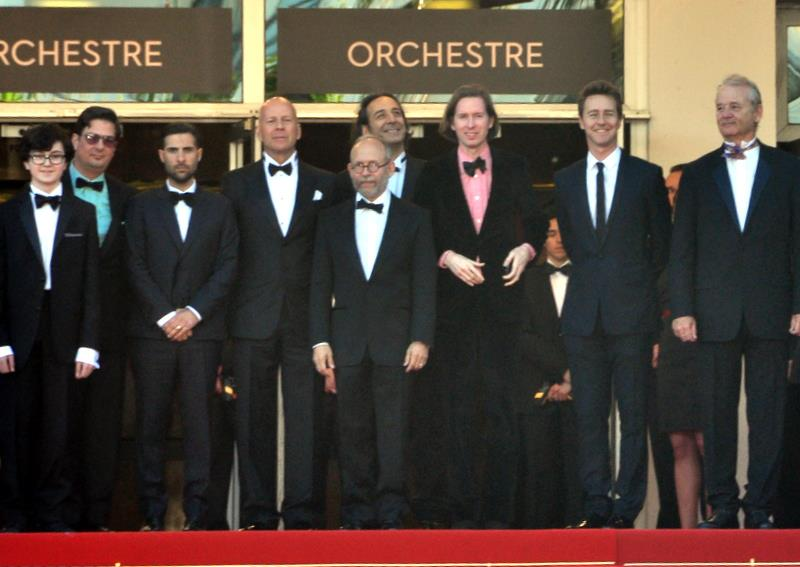
Режиссёр и актёрский состав на 65-м Каннском кинофестивале

| Награды и номинации                   | Награды и номинации                                            | Награды и номинации                                     | Награды и номинации                         | Награды и номинации |
| Награда                               | Категория                                                      | Номинант                                                | Результат                                   |                     |
| ------------------------------------- | -------------------------------------------------------------- | ------------------------------------------------------- | ------------------------------------------- | ------------------- |
| Каннский кинофестиваль                | Золотая пальмовая ветвь                                        | Уэс Андерсон                                            | Номинация                                   |                     |
| «Независимый дух»                     | Лучший фильм                                                   | Уэс Андерсон                                            | Номинация                                   |                     |
| «Независимый дух»                     | Лучшая режиссёрская работа                                     | Уэс Андерсон                                            | Номинация                                   |                     |
| «Независимый дух»                     | Лучший сценарий                                                | Уэс Андерсон, Роман Коппола                             | Номинация                                   |                     |
| «Независимый дух»                     | Лучшая мужская роль второго плана                              | Брюс Уиллис                                             | Номинация                                   |                     |
| «Независимый дух»                     | Лучшая операторская работа                                     | Роберт Йомен                                            | Номинация                                   |                     |
| Премия "Готэм"                        | Лучший фильм                                                   | Уэс Андерсон                                            | Победа                                      |                     |
| «Спутник»                             | Лучший фильм                                                   |                                                         | Номинация                                   |                     |
| «Спутник»                             | Лучший оригинальный сценарий                                   | Роман Коппола, Уэс Андерсон                             | Номинация                                   |                     |
| Национальный совет кинокритиков США   | Включение в список десяти лучших независимых фильмов года      |                                                         | Победа                                      |                     |
| Общество кинокритиков Бостона         | «Лучший фильм»                                                 |                                                         | Номинация                                   |                     |
| Общество кинокритиков Бостона         | «Лучший сценарий»                                              | Уэс Андерсон                                            | Номинация                                   |                     |
| Общество кинокритиков Бостона         | «Лучшая музыка»                                                | Александр Деспла                                        | Победа                                      |                     |
| Ассоциация кинокритиков Лос-Анджелеса | «Лучшая работа художника-постановщика»                         | Адам Стокхаузен                                         | Номинация                                   |                     |
| Ассоциация кинокритиков Вашингтона    | «Лучший актёрский состав»                                      |                                                         | Номинация                                   |                     |
| Ассоциация кинокритиков Вашингтона    | «Лучшая актёрская работа новичка»                              | Джаред Гилман                                           | Номинация                                   |                     |
| Ассоциация кинокритиков Вашингтона    | «Лучшая актёрская работа новичка»                              | Кара Хэйуорд                                            | Номинация                                   |                     |
| Ассоциация кинокритиков Вашингтона    | «Лучший оригинальный сценарий»                                 | Уэс Андерсон, Роман Коппола                             | Номинация                                   |                     |
| Ассоциация кинокритиков Вашингтона    | «Лучшая музыка»                                                | Александр Деспла                                        | Номинация                                   |                     |
| Ассоциация кинокритиков Вашингтона    | «Лучшая работа художника-постановщика»                         | Адам Стокхаузен                                         | Номинация                                   |                     |
| Общество кинокритиков Сан-Диего       | «Лучший оригинальный сценарий»                                 | Уэс Андерсон, Роман Коппола                             | Номинация                                   |                     |
| Общество кинокритиков Сан-Диего       | «Лучшая музыка»                                                | Александр Деспла                                        | Номинация                                   |                     |
| Общество кинокритиков Сан-Диего       | «Лучшая работа художника-постановщика»                         | Адам Стокхаузен                                         | Номинация                                   |                     |
| «Выбор критиков»                      | «Лучший фильм»                                                 |                                                         | Номинация                                   |                     |
| «Выбор критиков»                      | «Лучший актёрский состав»                                      |                                                         | Номинация                                   |                     |
| «Выбор критиков»                      | «Лучший молодой актёр / актриса»                               | Кара Хэйуорд                                            | Номинация                                   |                     |
| «Выбор критиков»                      | «Лучший оригинальный сценарий»                                 | Уэс Андерсон, Роман Коппола                             | Номинация                                   |                     |
| «Выбор критиков»                      | «Лучшая музыка»                                                | Александр Деспла                                        | Номинация                                   |                     |
| Общество кинокритиков Сент-Луиса      | «Лучший фильм»                                                 |                                                         | Номинация                                   |                     |
| Общество кинокритиков Сент-Луиса      | «Лучшая комедия»                                               |                                                         | Победа (совместно с «Третьим лишним»)       |                     |
| Общество кинокритиков Сент-Луиса      | «Лучшая режиссёрская работа»                                   | Уэс Андерсон                                            | Номинация                                   |                     |
| Общество кинокритиков Сент-Луиса      | «Лучшая мужская роль второго плана»                            | Брюс Уиллис                                             | Номинация                                   |                     |
| Общество кинокритиков Сент-Луиса      | «Лучший оригинальный сценарий»                                 | Уэс Андерсон, Роман Коппола                             | Номинация                                   |                     |
| Общество кинокритиков Сент-Луиса      | «Лучшая музыка»                                                | Александр Деспла                                        | Победа (совместно с «Джанго освобождённым») |                     |
| «Золотой глобус»                      | «Лучший фильм — комедия или мюзикл»                            |                                                         | Номинация                                   |                     |
| Ассоциация кинокритиков Чикаго        | «Лучший оригинальный сценарий»                                 | Уэс Андерсон, Роман Коппола                             | Номинация                                   |                     |
| Ассоциация кинокритиков Чикаго        | «Лучшая работа художника-постановщика»                         | Адам Стокхаузен                                         | Победа                                      |                     |
| Гильдия продюсеров США                | «Лучшее продюсирование полнометражного художественного фильма» | Уэс Андерсон, Скотт Рудин, Джереми Доусон, Стивен Рэйлс | Номинация                                   |                     |
| Гильдия сценаристов США               | «Лучший оригинальный сценарий»                                 | Уэс Андерсон, Роман Коппола                             | Номинация                                   |                     |
| BAFTA                                 | «Лучший оригинальный сценарий»                                 | Уэс Андерсон, Роман Коппола                             | Номинация                                   |                     |
| «Оскар»                               | «Лучший оригинальный сценарий»                                 | Уэс Андерсон, Роман Коппола                             | Номинация                                   |                     |
| «Империя»                             | «Лучшая комедия»                                               |                                                         | Номинация                                   |                     |